# Persimmon Blackbridge
Persimmon Blackbridge (Filadelfia, 1951) es una escritora y artista canadiense cuyo trabajo se centra en temas feministas, lesbianismo, de discapacidad y de salud mental. 

## Trayectoria
Blackbridge se mudó a la Columbia Británica con su familia cuando era adolescente y, desde entonces, ha trabajado y residido en Canadá. Junto con las artistas Susan Stewart y Lizard Jones, ha sido miembro del colectivo Kiss and Tell, con sede en Vancouver.
En 1989, Blackbridge expuso Doing Time en la Galería de Arte de Surrey, creada en colaboración con las ex reclusas Geri Ferguson, Michelle Kanashiro-Christensen, Lyn MacDonald y Bea Walkus. Incorporaba veinticinco figuras de papel de tamaño natural de las cuatro mujeres e incluía textos escritos por ellas. Fue la primera exposición en la que Blackbridge trabajó con un conjunto multimedia a gran escala.
Still Sane fue una exposición de 1984 realizada en colaboración con Sheila Gilhooly para la galería Women in Focus. Se centraba en las experiencias de Gilhooly cuando fue internada por ser lesbiana. Para crear esta exposición, Gilhooly y Blackbridge pasaron 36 meses creando un registro escultórico y escrito del tiempo en el que Gilhooly estuvo internada en el hospital. Tanto Still Sane como Doing Time fueron instalaciones citadas en los premios VIVA de 1991, que recibió Blackbridge.
En 2016, su exposición Constructed Identities fue la primera en abrir la Tangled Art Gallery, una galería totalmente accesible dedicada al arte enfocado a temas de discapacidad.

## Reconocimientos
Un retrato de Blackbridge, por su colega Stewart, está en la Colección Nacional de Retratos de los Canadian Lesbian and Gay Archives en reconocimiento a sus importantes contribuciones en la cultura e historia LGBT de Canadá. Aparece también  en la película documental Shameless: The Art of Disability de 2006 del National Film Board of Canada. El trabajo de Blackbridge como artista se ha desarrollado en una variedad de áreas, incluyendo performances, instalaciones de arte, vídeo arte y escultura. En 1991, recibió el Premio VIVA por sus instalaciones escultóricas.

## Obra
Aunque predominantemente no es una escritora de ficción, Blackbridge también ha publicado dos novelas. Su novela Sunnybrook ganó el Premio Ferro-Grumley de ficción lésbica en 1997, y su novela Prozac Highway fue nominada para el Premio Literario Lambda en 1998. También fue colaboradora frecuente de Rites, una de las principales publicaciones canadienses LGBT de finales de los años ochenta. 

### Novelas
- Sunnybrook: A True Story with Lies (1996)
- Prozac Highway (1997)

### No ficción
- Drawing the Line: Lesbian Sexual Politics on the Wall  (1991, con Susan Stewart y Lizard Jones)
- Still Sane (1985, con Sheila Gilhooly)
- Her Tongue on My Theory: Images, Essays and Fantasies (1994, con Susan Stewart y Lizard Jones)
- Slow Dance: A Story of Stroke, Love and Disability (1997, con Bonnie Sherr Klein)